# Steve Bull
Stephen George "Steve" Bull OBE (Tipton, 28 de março de 1965) é um ex-futebolista e treinador de futebol inglês que atuava como atacante. Passou 13 anos no Wolverhampton Wanderers, onde se destacou.

## Carreira em clubes
Bull atuou profissionalmente entre 1984 e 2001, começando no Tipton Town, clube de sua cidade onde atuou em 20 jogos e fez 17 gols. Jogou também uma temporada no West Bromwich Albion antes de ser contratado pelo Wolverhampton em 1986, por 65.000 libras. Foi com a camisa dos Wolves que o atacante se destacou, sendo o terceiro jogador com mais partidas pelo clube, somando todas as competições (561) e o maior artilheiro da história, com 306 gols marcados. Suas últimas temporadas na equipe foram prejudicadas em decorrência de várias lesões, que
Em julho de 1999, aos 34 anos, Bull anunciou que sua carreira estava encerrada, tornando-se Cavaleiro da Ordem do Império Britânico por suas contribuições ao futebol inglês. Seduzido por uma proposta do Hereford United, clube da Conference National treinado por Graham Turner, seu ex-técnico no Wolverhampton, voltou à ativa como jogador e treinador dos Lilywhites, entrando em campo 6 vezes e marcando 2 gols.
Em 2001, Bull anunciou o encerramento definitivo de sua carreira de jogador, ficando 5 anos longe dos gramados. Em julho de 2006, atuou por 7 minutos no jogo que marcou sua despedida oficial como jogador, contra o  Aston Villa.
Voltou ao futebol em 2008 como técnico do Stafford Rangers. Desde então, não voltou a comandar outros clubes.

## Carreira internacional
Bull não teve uma carreira internacional de grande destaque: foram apenas 2 anos como jogador da Seleção Inglesa, tendo participado da Copa de 1990, atuando em 4 partidas, todas como substituto.
Bully atuou em 13 partidas e marcou 4 gols com com a camisa do English Team, além de ter vestido a camisa das equipes Sub-21 (5 jogos e 3 gols em 1989) e B (também com 5 jogos, com 2 gols até 1991).

## Títulos
Wolverhampton Wanderers
- Football League Fourth Division: 1987–88
- Football League Trophy: 1988
- Football League Third Division: 1988–89